# 페냐그란데역
페냐그란데역(스페인어: Peñagrande)은 마드리드 지하철 7호선의 역이다. 마드리드 푸엥카랄엘파르도 구의 라바녜사 거리와 카미노 데 가나파네스 거리가 만나는 교차로 지하에 위치해 있다. 요금구역상으로는 A구역에 속한다.

## 역사
1999년 3월 29일 7호선의 발데사르사-피티스 구간 연장과 함께 문을 열었다.

## 환승 정보
역 주변에 시내버스 정류장이 세 곳 있다.
버스
- 시내버스
  - 42, 126, 132, 137, 147번 노선 (주간)

지하철
| 마드리드 지하철                      | 마드리드 지하철       | 마드리드 지하철                      |
| ------------------------------------ | --------------------- | ------------------------------------ |
| 안토니오 마차도 오스피탈 델 에나레스 | 마드리드 지하철 7호선 | 아베니다 데 라 일루스트라시온 피티스 |